# ضمور عضلي
الضمور العضلي يعرف بأنه نقص في كتلة العضلة والذي قد يكون جزئيا أو ضمورا كليا لكامل العضلة، ويمكن تشخيصه عندما يعاني الشخص من حالات العجز المؤقت كما في حالة تقييد حركتهم أو عندما يلزمون الفراش عند إدخالهم المستشفى. عندما تضمر العضلة فإن ذلك يؤدي إلى الوهن العضلي لأن القدرة على بذل القوة والجهد مرتبطة بكتلة العضلة، كما ان ضمور العضلات يصيب عدد كبير من كبار السن.

## الأعراض والعلامات
يقلل من صفات الحياة حيث يصبح المرئ غير قادر على أداء مهام معينة (مثل صعود السلم والمشي على أطراف الأصابع فضلا عن صعوبة القيام باوضاع ومهمات معينة كالانتقال من وضعية الجلوس إلى الوقوف أو رفع الأشياء) ويزيد من مخاطر الحوادث (عند المشي) ويزيد من مخاطر السقوط.

## الأسباب
هناك العديد من الامراض والظروف التي تسبب نقصان في كتلة العضلات بما في ذلك الخمول (يحدث خلال فترات المرض الطويلة التي تحتاج إلى البقاء في السرير لفترة طويلة) وكذلك السرطان ومتلازمة نقص المناعة المكتسبة (الأيدز) وفشل القلب الاحتقاني ومرض الانسداد الرئوي المزمن والفشل الكلوي والحروق الشديدة وأمراض الكبد والمجاعة، وهناك متلازمات أخرى تحفز ضمور العضلات الهيكلية.

## روابط خارجية
- Muscular+atrophy في المكتبة الوطنية الأمريكية للطب نظام فهرسة المواضيع الطبية (MeSH).